# 孟加拉貓
孟加拉貓（Bengal cat），又稱孟加拉豹貓，起源於美國，身體具有金色的底色及黑色的斑紋，體重約5.5～9公斤，骨架結實、身體強壯，皮毛短。該品種貓獨立性強，性情多變，有時表現出野性的一面，捕獵能力比其他品種的貓強。
孟加拉猫的繁殖初期相当繁琐复杂，所以数量并不是很多，且因为该品种独特的斑纹及气息，以及具有亚洲豹猫的血统，令人对孟加拉猫相当好奇且有致命的吸引力。孟加拉猫是目前猫种中唯一具有野生猫科动物血统的品种，目前在美国加州地区有人在繁育孟加拉猫。英国曾为保护野生动物禁止繁育该猫种，但禁令在2007年取消。

## 起源
在1963年，一位加里福尼亚育种专家珍·米尔（Jean Mill）买了一只雄性印度孟加拉湾附近的南亚野生豹猫。这只豹猫长着黑色空心的斑点，擅长游泳和捕鱼。珍·米尔用这只豹猫与银黑色埃及猫杂交，就培育出了「孟加拉豹猫」这个新品种。该品种具有豹猫的体态与毛色和家猫的性格。
第二代(F2)由第一代（F1）中的雌性与上一代的雄性回交产生。培育计划在她丈夫去世后一度中断。直到1972年她从加州大学的基因学专家Willard Centerwall博士那里接手了八只雌性杂交种，它们是由Willard Centerwall博士在研究猫科白血病（FeLV）过程中，将豹猫与短毛家猫杂交。